# Kovalovice
Kovalovice település Csehországban, a Brno-vidéki járásban. Kovalovice Velešovice, Viničné Šumice, Pozořice és Holubice településekkel határos. Lakosainak száma 678 fő (2024. január 1.).

## Népesség
A település lakosságának változását az alábbi diagram mutatja:
| Lakosok száma | 648  | 776  | 705  | 721  | 657  | 597  | 640  | 644  | 666  | 678  |
|               | 1869 | 1900 | 1921 | 1961 | 1980 | 2011 | 2016 | 2019 | 2021 | 2024 |